# Stejnopohlavní manželství v Brazílii
Stejnopohlavní manželství je Brazílii legální od 16. května 2013 po rozhodnutí Národní rady pro justici (National Justice Council), že homosexuální páry musejí mít ve všech brazilských státech právo uzavřít sňatek.
Homosexuálním párům byl v Brazílii přiznán právní status v r. 2004. Na základě rozhodnutí brazilského nejvyššího soudu měly stejnopohlavní páry od května 2011 status stabilních unií (portugalsky: união estável). Ty jim garantovaly téměř všechna práva a povinnosti vyplývající z manželství, včetně adopcí dětí, vyživovací povinnosti, důchodových a daňových benefitů (dědická daň a daň z příjmů), sociálního zabezpečení, imigrace, benefitů ve zdravotním pojištění, společného majetku, práva navštěvovat se v nemocnicích a ve výkonu trestu odnětí svobody, umělého oplodnění a surogace. Toto rozhodnutí se stalo předstupněm budoucího přiznání manželských práv všem párům bez ohledu na pohlaví. Před plošnou legalizací byly homosexuální sňatky legální v Alagoasu, Bahii, Ceaře, Espírito Santu, Distrito Federal do Brasil, Mato Grosso do Sul, Paraíbě, Parané, Piauí, Rondônii, Santa Catarině, São Paulu,, Sergipě a ve městě Santa Rita do Sapucaí (MG), Všechny tyto státy umožňovaly homosexuálním párům uzavírat manželství s možností změnit si své již uzavřené odlišné svazky na něj. V Riu de Janeiru mohly homosexuální páry taktéž uzavírat sňatky, pokud s tím daný soudce souhlasil.
14. května 2013 rozhodla brazilská národní rada pro justici (National Justice Council of Brazil) ve prospěch celostátní legalizace stejnopohlavních sňatků. Pro hlasovalo 14 soudců, proti 1. V souladu se soudním rozhodnutím jsou veškeré brazilské úřady povinné oddávat homosexuální páry a měnit jejich stávající registrovaná partnerství a jiné obdobné svazky na manželství, požádají-li o to. Joaquim Barbosa, předseda Rady pro justici a Nejvyššího federálního soudu, řekl, že brazilští notáři nesmějí nadále odmítat vydávat homosexuálním párům manželské licence a znemožňovat jim změnu registrovaného partnerství na manželství. Soudní rozhodnutí bylo publikováno 15. května a účinným se stalo následující, tj. 16. květen 2013..

## Registrované partnerství

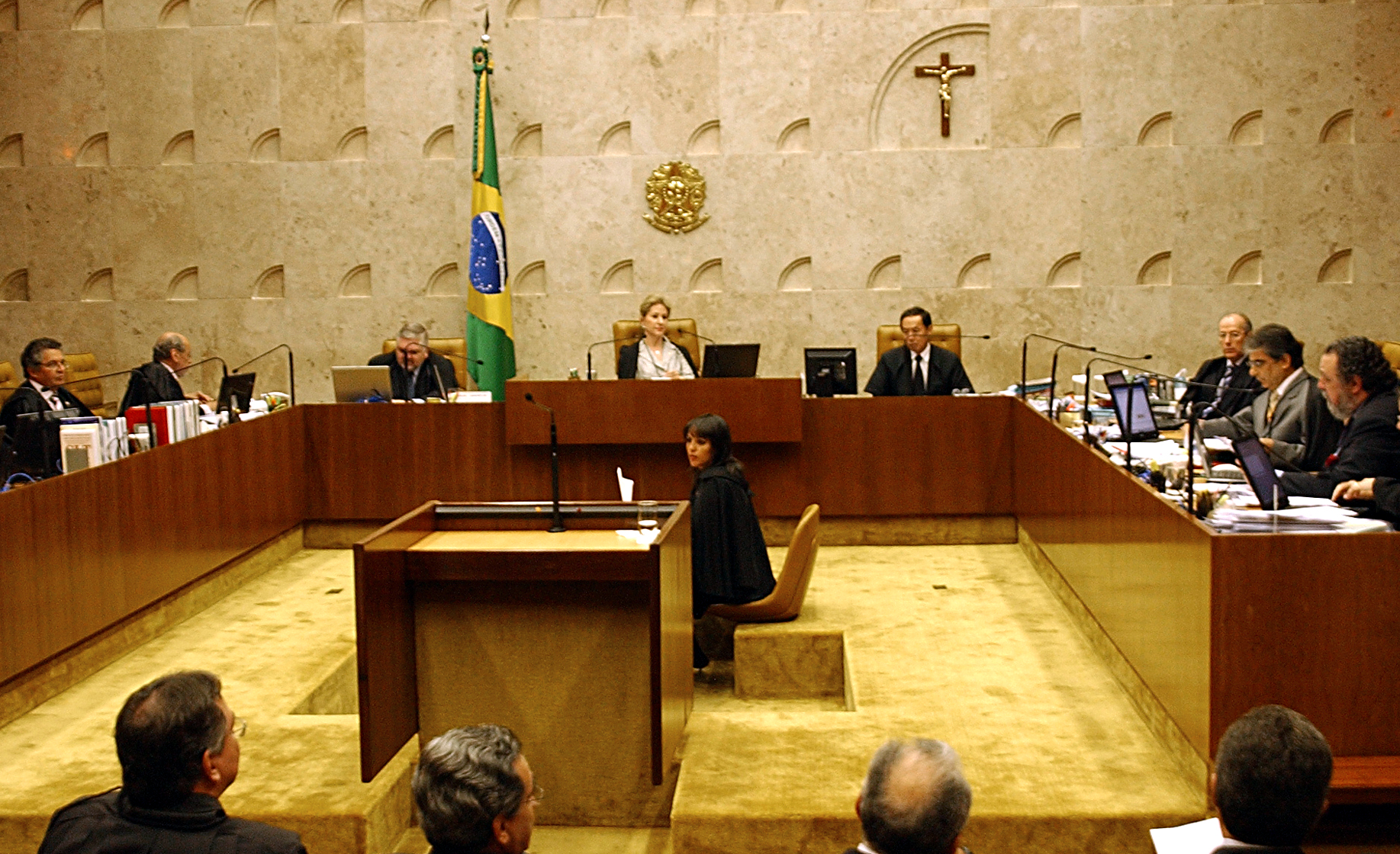
Interiér brazilského nejvyššího federálního soudu, který 5. května 2011 legalizoval registrované partnerství na celostátní úrovni

V r. 2004 přiznala Brazílie stejnopohlavnímu páru tvořeným britským a brazilským občanem oficiální status. Jejich svazku byl dán status takzvaného manželství podle anglosaského práva (common-law marriage), které bylo do té doby přístupné pouze heterosexuálním párům. Pár tou dobou už žil 14 let ve společné domácnosti v brazilském městě Curitibě.
V r. 2010 vyhovělo brazilské ministerstvo zahraničí žádosti brazilských diplomatů o vydání diplomatických a služebních pas, včetně vstupního víza, jejich stejnopohlavním partnerům. Rozhodnutí vztahující se na heterosexuální i homosexuální partnery se stalo součástí vnitřní politiky ambasád a konzulátů ve více než 200 zemích. Cílem ministerského nařízení je zajištění práva pobytu stejnopohlavních partnerů diplomatického personálu v zahraničí. Pro držitele diplomatických pasů je snazší získat trvalý pobyt.
V tom samém roce začala státní firma vyrábějící letadla Infraero přiznávat stejnopohlavním párům zaměstnanecké benefity. Ke změně firemní politiky došlo po přístupu k novému dokumentu o kolektivní práci (Collective Work Agreement). K tomu, aby danému páru byly přiznány zaměstnanecké benefity, musel svůj vztah registrovat u notáře.
5. května 2011 rozhodl brazilský nejvyšší federální soud (Supreme Federal Court), že ve všech brazilských státech musí být legalizováno registrované partnerství. Pro hlasovalo 10 soudců, proti 0 a jeden se zdržel. Jednalo se o bývalého generálního prokurátora, který se už jednou vyjádřil pro stejnopohlavní svazky. Soudní rozhodnutí přiznalo registrovaným stejnopohlavním párům vesměs veškerá práva a povinnosti, včetně finančních a sociálních, kterými disponovaly heterosexuálové. Registrované partnerství bylo obsahově totožné s manželstvím. Brazilský nejvyšší soud rozhodoval ve dvou kauzách. Jedna se týkala žaloby proti riodejaneirské vládě a za druhou Kancelář státních zástupců (Public Prosecutor's Office). Homosexuální páry se mohou registrovat poté, co buď prokážou, že mají společný bankovní účet, anebo že žijí na stejné adrese atd.
17. června 2011 Jeronymo Pedro Villas Boas, soudce z Goiânii, anuloval první uzavřené registrované partnerství uzavřené ve státě. Jednalo se o gay pár tvořený Liorcinem Mendesem a Odiliem Torresem. Soudce rovněž vydal také nařízení zakazující všem notářům vydávání registračních licencí Villas Boas, který je zároveň také pastorem Shromáždění Boží (Assembleias de Deus) sdružující letniční denominace, argumentoval, že homosexuální svazky jsou neústavní. 21. června bylo toto rozhodnutí zrušeno soudkyní Beatriz Figueiredo Francovou, čímž se registrované partnerství stalo opět platným. Z důvodu obav z dalšího vývoje se Liorcino Mendes a Odilio Torres rozhodli uzavřít nové registrované partnerství v Riu de Janeiru.
7. června 2013 uznaly Vzdušné síly Brazílie (Brazilian Air Force) svazek sloužícího seržanta a jeho partnera poté, co se oba muži prokázali notářsky ověřeným potvrzení o jejich svazku. Vzdušné síly se k tomu nijak podrobně nevyjádřily, a ani nepotvrdily, že by se jednalo o první uznání homosexuálního vztahu v jejich řadách. 8. srpna 2013 rozhodl soudce Elio Siqueiro z Pátého regionu Regionálních federálních soudů (5th region Regional Federal Courts) proti odvolání brazilské armády, která odmítala uznat registrované partnerství uzavřené v lednu 2012 v Pernambuco mezi jejich příslušníkem a jeho partnerem. Rozsudek obsahoval i nárok na vdovecký důchod. Jednalo se o první případ oficiálního uznání stejnopohlavního svazku v rámci ozbrojených složek.

## Stejnopohlavní manželství

Právní aspekty stejnopohlavního soužití v Jižní Americe
Manželství
Státy vázané rozhodnutím IACHR
Registrované partnerství
Neregistrováno
Stejnopohlavní manželství zakázáno
Homosexuální pohlavní styk je nezákonný

Manželství, včetně vydávání manželských licencí ze strany notářů, je v Brazílii zpravidla regulováno federálním zákonem. V květnu 2011 rozhodl Nejvyšší federální soud (Supreme Federal Court), že stávající manželské právo připouští jak heterosexuální, tak i homosexuální sňatky. Na základě tohoto rozhodnutí mnoho státu novelizovalo své vlastní zákony a umožnilo homosexuálním párům uzavírat manželství. V některých státech jsou notáři dokonce povinni oddávat všechny páry bez ohledu na pohlaví. Jedná se o ty státy, kde uzavírání manželství spadá do čisté kompetence notářů.

### Rozhodnutí Národní rady pro justici
14. května 2013 rozhodla Národní rada pro justici Brazílie (National Justice Council of Brazil) pro federální legalizaci stejnopohlavního manželství. Pro hlasovalo 14 soudců, proti 1. Od té doby jsou všechny brazilské úřady povinné oddávat všechny páry bez ohledu na pohlaví a měnit stávající registrovaná partnerství na manželství, pokud si o to daný pár požádá. Joaquim Barbosa, prezident Rady justice a Nejvyššího federálního soudu, poznamenal, že soudní rozhodnutí zakazuje všem notářům odmítat oddávat homosexuální páry a měnit jejich registrovaná partnerství na manželství."
21. května 2013 se Křesťanskosociální strana Brazílie rozhodla proti rozhodnutí Národní rady pro justici odvolat k Nejvyššímu federálnímu soudu Brazílie. Strana argumentovala zneužitím moci ze strany Národní rady pro justici s tím, že by legalizace stejnopohlavního manželství měla spadat do kompetence Národního kongresu. Odvolání se setkalo s neúspěchem, neboť je 30. května 2013 Nejvyšší federální soud odmítl z technických důvodů. Ve svém odmítavém stanovisku uvedl, že Křesťanskosociální strana použila špatnou formu soudního odvolání. Aby se jím mohl zabývat, museli by přímo napadnout ústavnost (ação direta de inconstitucionalidade rozhodnutí Národní rady pro justici, což neudělali, nikoliv jeho samotné znění (mandado de segurança). 6. června 2013 se Křesťanskosociální strana pokusila odvolat znovu. 28. srpna 2013 postoupil brazilský generální prokurátor (Procuradoria Geral de República) Nejvyššímu soudu své podpůrné stanovisko ve vztahu ke stejnopohlavnímu manželství v Brazílii. Vzhledem k tomu, že rozhodnutí Národní rady pro justici vydal její prezident, který je rovněž také předsedou Nejvyššího federálního soudu, je velmi málo pravděpodobné, že by mohlo dojít k jeho zrušení.

### Národní kongres
Brazilský zákonodárný výbor pro lidská práva doporučil v říjnu 2013 přijetí zákona, které by umožnilo náboženským denominacím odmítat uznávat stejnopohlavní manželství. V zákoně by bylo jasně uvedeno, že náboženské denominace nemusejí uznávat sňatky, které odporují jejich hodnotám, doktríně a přesvědčení. Návrh měl být předložen Národnímu kongresu po předchozím schválení Ústavněprávním výborem, což se nestihlo z důvodu konání voleb.
V březnu 2017 vydal Senátní výbor pro ústavu a spravedlnost předběžné souhlasné stanovisko k návrhu zákona modifikujícího občanský zákoník tak, aby uznával stejnopohlavní svzaky, včetně jejich změny z registrovaného partnerství na manželství. Návrh pamatoval na změnu definice rodinné jednotky ze "stabilního svazku muže a ženy" na "stabilní svazek dvou lidí" a potvrzeník, že manželství je svazkem dvou lidí, nikoliv pouze muže a ženy. 3. května byl návrh definitivně přijat. Návrh momentálně čeká na vyjádření Poslanecké sněmovny, k čemuž ale nedošlo kvůli brazilským všeobecným volbám 2018.

### Církve
V červnu 2018 Anglikánská episkopální církev Brazílie oficiálně změnila své kanonické právo a začala uznávat stejnopohlavní manželství. Pro hlasovalo 57 synodů, proti 3. Církev se postavila po bok dalších církví Anglikánské komunity, včetně Episkopální církve v USA, Skotské episkopální církve a Anglikánské církve v Kanadě
, které žehnají stejnopohlavním manželstvím ve svých náboženských prostorách.

## Veřejné mínění
Podle průzkumu Pew Research Center, který proběhl mezi 4. listopadem 2013 a 14. únorem 2014, podporovalo stejnopohlavní manželství 45 % Brazilců, 48 % bylo proti.
Podle Ibope z r. 2017 zastávalo 49 % Brazilců názor, že by homosexuální páry měly mít stejná práva a povinnosti jako heterosexuální. 38 % bylo proti. Podpora byla větší u žen, mladších ročníků, osob s vyšším dosaženým vzděláním a obyvatel jižních regionů.
AmericasBarometr z r. 2017 ukázal 52 % podporu brazilské veřejnosti ve vztahu ke stejnopohlavnímu manželství.